# Klaus Ager
Klaus Ager (Salzburgo, 10 de mayo de 1946) es un compositor austriaco.

## Vida
Klaus Ager estudió en el famoso Mozarteum de Salzburgo, donde cursó violín, piano, dirección de orquesta y composición. Al mismo tiempo, estudió musicología en la Universidad de Salzburgo. Más adelante fue discípulo de composición de Olivier Messiaen en París. De regreso en Salzburgo, estuvo a cargo del laboratorio de música electroacústica del Mozarteum, impartiendo composición electroacústica. Fue sucesor del Dr. Friedrich Heller en la cátedra de análisis musical, que impartió por muchos años. Fundó el Festival Aspekte de Salzburgo, que anualmente presenta obras de compositores contemporáneos de todo el mundo, con intérpretes especializados en cada estilo. Dirigió el Ensemble Austriaco de Música Nueva. Fue nombrado Vicerrector y después Rector de la Universidad Mozarteum, dotando a la institución de un nuevo edificio en la Mirabellplatz. En 2004 aceptó la presidencia de la Liga de Compositores de Austria, con sede en Viena. Aquí fundó también la Liga de compositores europeos.

## Obra
Es autor de numerosas obras electroacústicas, a partir de la serie Silence de la década del 1970. Sus obras de cámara incluyen una gran variedad de combinaciones, como Hoshi, en la que combina el quinteto de vientos con cinta magnética, o An die Stille (Psalm), para oboe, violín, viola, violonchelo. A menudo la ejecución es de una exigencia técnica extraordinaria que exige intérpretes altamente especializados, como MaMuMis, op. 32 para violín y piano, Migrations, op. 58, para 2 guitarras, Sounds in the evening haze, op. 38, para piano, Atacama, op. 41 (1985), para guitarra, o Blätter, op. 45, para piano. Su extenso catálogo también incluye obras orquestales y obras escénicas de gran complejidad e impacto expresivo.

## Lista de composiciones
- B'MOA GDA – septeto para flauta, viola, acordeón, hackbrett, zither y 2 arpas, opus 85, 2005, aprox. 15 min

- GENOHÉ – piano a 4 manos, opus 84, 2005, aprox. 15 min

- Breccia – para violín, violonchelo y piano, opus 80.3, 2004, aprox. 12 min

- Breccia – para clarinete en Si bemol, violín y piano, opus 80.2, 2004, 12 min

- Canon: Duino III - Gesualdo – para coro a 5 voces, opus 82, 2004, aprox. 7 min

- Tres pequeñas piezas para piano solo, opus 81, 2004, aprox. 5 min

- Breccia – para flauta, violín y piano, opus 80.1, 2003, aprox. 12 min

- Friede! – para soprano, mezzosoprano, clarinete bajo y orquesta, opus 33.4, 2002, aprox. 15 min

- Wege nach Bergland – para piano, opus 79, 2002, aprox. 10 min

- Négade – para flauta, clarinete y contrabajo, opus 78, 2002, aprox. 12 min

- HANLIU-KER – para clarinete bajo, opus 77, 2002, aprox. 10 min

- CANONS – para soprano, clarinete y clarinete bajo, o para soprano y clavecín, opus 76, 2002 - 2003, aprox. 5 min

- Die zweite Elegie – para flauta (flauta alto y flauta grande), narrador y cinta magnética, opus 74.2, 2001, aprox. 9 min

- Die zweite Elegie – para flauta (flauta alto y flauta grande) sola, opus 74.1, 2001, aprox. 9 min

- ÄGHEON – para clavecín solo, opus 75, 2001, aprox. 11 min

- Duino II – para soprano, piano, violonchelo y percusión, opus 73, 2001 - 2003, aprox. 15 min

- Reflexiones sobre KHAGJA – para clarinete bajo y percusiones, opus 72, 2001, aprox. 12 min

- Duino I - para soprano, violín y violonchelo, opus 71, 1999, aprox. 11 min

- Intermezzi para MODOS V – para piano y percusión, opus 70, 1999, aprox. 14 min

- MODOS IV – para flauta, 2 violines, viola, violonchelo y contrabajo, opus 49.2, 1998, aprox. 18 min

- Canciones de Stefan George – para soprano y cuarteto de cuerdas, opus 69, 1998, aprox. 15 min

- MODOS IIIa – para flauta, clarinete, violín, violonchelo y piano, opus 68.2, 1996, aprox. 15 min

- MODOS III – para septeto de vientos, opus 68.1, 1995, aprox. 15 min

- Moarré – para acordeón y vibráfono, opus 66, 1993

- Modos I – para flauta bajo y corno di bassetto, opus 65, 1992, aprox. 10 min

- Khagja – para flauta y percusión, opus 64, 1992, aprox. 12 min

- Sinfonía para vientos y percusión, opus 63, 1991-1992, aprox. 14 min

- KEATS - para soprano, clarinete, violín, violonchelo y piano, opus 62, 1991-1992, aprox. 15 min

- Bibyké – cinta magnética, opus 61, 1991, aprox. 14 min

- Serenata – para pianoforte y orquesta de cámara, opus 60.1, 1990, aprox. 20 min

- Sole Shadow Shows – para contrabajo y cinta magnética, opus 57.2, 1990, aprox. 14 min

- Sole Shadow Shows – para contrabajo y cinta magnética, opus 57.1, 1990, aprox. 14 min

- Resonanzen – para órgano, opus 59, 1990, aprox. 10 min

- Migrations - para 2 guitarras, opus 58, 1990, aprox. 18 min

- Notizen – para fagote y piano, opus 55, 1990, aprox. 10 min

- Goldne Stille des Herbstes (Dorado silencio de otoño) – para trío de cuerdas, opus 56, 1989, aprox. 15 min

- Saxomanie - para saxo soprano y percusión, opus 54, 1989, aprox. 14 min

- In the fair fine night – para percusión, opus 53, 1989, aprox. 12 min

- THoBrum – para tuba sola, opus 52, 1989, aprox. 8 min

- Lieder der Umkehr (Canciones del retorno)– para cuarteto de saxofones, percusión y narrador, opus 51.2, 1988, aprox. 12 min

- Shigöpotuu – para cuarteto de saxofones, opus 51.1, 1988, aprox. 10 min

- dem schweigenden Antlitz der Nacht – para soprano, flauta, guitarra y percusión, opus 44.2, 1986, aprox. 20 min

- Immer klingen die weißen Mauern der Stadt – cinta magnética, opus 48, 1988, aprox. 12 min

- horn sounds – para corno (2.º corno ad libitum) y piano, opus 47, 1988, aprox. 10 min

- An die Stille (Psalm) –para oboe, violín, viola y violonchelo, opus 49.1, 1987, aprox. 13 min

- Hölderlin Fragmente – para oboe y cinta electrónica, opus 50, 1987-1989, aprox. 11 min

- Kohärenz-Inkohärenz III – para flauta sola, opus 46, 1987, aprox. 7 min

- Blätter – para piano solo, opus 45, 1987-1989, aprox. 16 min

- dem schweigenden Antlitz der Nacht – para voz de contralto, flauta, guitarra y percusión, opus 44.1, 1986-1988

- Gesang zur Nacht - para soprano, clarinete, violín, violonchelo y piano, opus 43, 1985, aprox. 25:00 min

- Atacama/ in die abende geneigt – para guitarra sola, opus 41, 1985, aprox. 11 min

- Sonata – para violonchelo solo, opus 42, 1983 - 1989, aprox. 20 min

- Concierto para clarinete bajo y orquesta, opus 40, 1984 und 1990, aprox. 25 min

- CLB512 – para clarinete y cinta electrónica, opus 39, 1983, aprox. 12 min

- sounds in the evening haze – para piano solo, opus 38, 1983, aprox. 10 min

- wind um ein grab – para soprano, flauta, guitarra y percusión, opus 37, 1983, aprox. 15 min

- Concierto para piano, vientos y percusión, opus 36, 1983, aprox. 20 min

- Fades the light from the sea - lamento para orquesta, opus 33.3, 1981, aprox. 12 min

- Lamento – para orquesta de cuerdas, opus 33.2, 1981, aprox. 12 min

- ORC17 – cinta magnética generada por ordenador, opus 33.1, 1981, aprox. 9 min

- Threnophone – para órgano y percusión, opus 35, 1981, aprox. 12 min

- Tristan for Lucinda – cinta magnética, opus 34, 1981, aprox. 10 min

- MaMuMis – para violín y piano, opus 32, 1981 - 1984, aprox. 12 min

- Duetos para 2 violines, opus 31, 1980, aprox. 10 min

- Coherencia-Incoherencia II – para coro y orquesta de cámara, opus 30, 1980, aprox. 17 min

- Coherencia-Incoherencia I – para 3 clarinetes bajos o clarinete bajo y cinta magnética, opus 29, 1980, aprox. 12 min

- a lost shimmer of sunlight II – para grupo de cámara, opus 27, 1979 und 1980, aprox. 14 min

- le soleil des espoirs perdus – para flauta, clarinete, piano y violonchelo, opus 25, 1979, aprox. 10 min

- Agnus Dei – para dos narradores, ensemble y cinta magnetofónica, opus 67, 1978-1994, aprox. 35:00 min

- la regle du jeu – para soprano, flauta, clarinete, violín, violonchelo y piano, opus 28, 1978, aprox. 15 min

- a lost shimmer of sunlight I – para flauta, clarinete, violín y violonchelo, opus 26, 1978, aprox. 10 min

- ALINKONIE I – para cinco instrumentistas, opus 23, 1978, aprox. 8 min

- ALINKONIE II –cinta magnética, opus 24, 1977-1984, aprox. 12:00 min

- Metaboles IV – para cuarteto de cuerdas, opus 21, 1977, aprox. 8 min

- Cuarteto de cuerdas I, opus 21, 1977, aprox. 8 min

- KARAMAHE - para violonchelo solo, opus 20, 1977, aprox. 3 min

- Metaboles II – para clarinete, saxofón, piano, violín y guitarra, opus 19, 1976, aprox. 12 min

- silences XV – para oboe solo, opus 18, 1976, aprox. 12 min

- Metaboles I – para clarinete, piano, violín y violonchelo, opus 17, 1976, aprox. 10 min

- I remember a bird - para clarinete, trombón, guitarra, percusión, piano y cinta magnética, opus 16, 1976, aprox. 14 min

- l'arbre de la tristesse – cinta magnética, opus 15, 1976, aprox. 9 min

- Poèmes – cinta magnética, opus 14, 1976, aprox. 28 min

- BETA break towards infinity – para coro mixto y objetos sonoros, opus 22, 1975, aprox. 12 min

- HOSHI – para quinteto de vientos y cinta magnética, opus 13, 1974 und 1975, aprox. 20 min

- sondern die sterne sinds – cinta magnética, opus 12, 1974 und 1976, aprox. 19 min

- silences XI – para clarinete, sistema de amplificación y cinta magnética, opus 11, 1974, aprox. 15 min

- silences X - erstens abendmusik – para soprano y ensemble, opus 10, 1974, aprox. 15 min

- Reflexiones para Orquesta, opus 2.2, 1973 y 1976, aprox. 12 min

- Reflexiones para Orquesta de cámara, opus 2.1, 1973, aprox. 12 min

- elf und ... – para 11 actores, opus 9, 1973, aprox. 40 min

- silences VII – para piano a 4 manos y amplificación, opus 6, 1973, aprox. 8 min

- Datos: Q86527